# Emmanuel Ogbah
Emmanuel Ikechukwu Ogbah (Lagos, Nigeria, 6 de noviembre de 1993) más conocido como Emmanuel Ogbah, apodado The Nigerian Nightmare, es un jugador profesional nigeriano de fútbol americano que se desempeña en la posición de defensive end en Miami Dolphins, equipo de la National Football League (NFL).

## Carrera
Fue seleccionado en la segunda ronda en la Reunión Anual de Selección de Jugadores de la NFL de 2016. Hizo su debut profesional con el equipo Cleveland Browns, en el cual jugó tres temporadas (2016-2019), después pasó a Kansas City Chiefs (2019-2020), luego a Miami Dolphins, donde lleva jugando cuatro temporadas.